# Care Leaver Statistics Studie

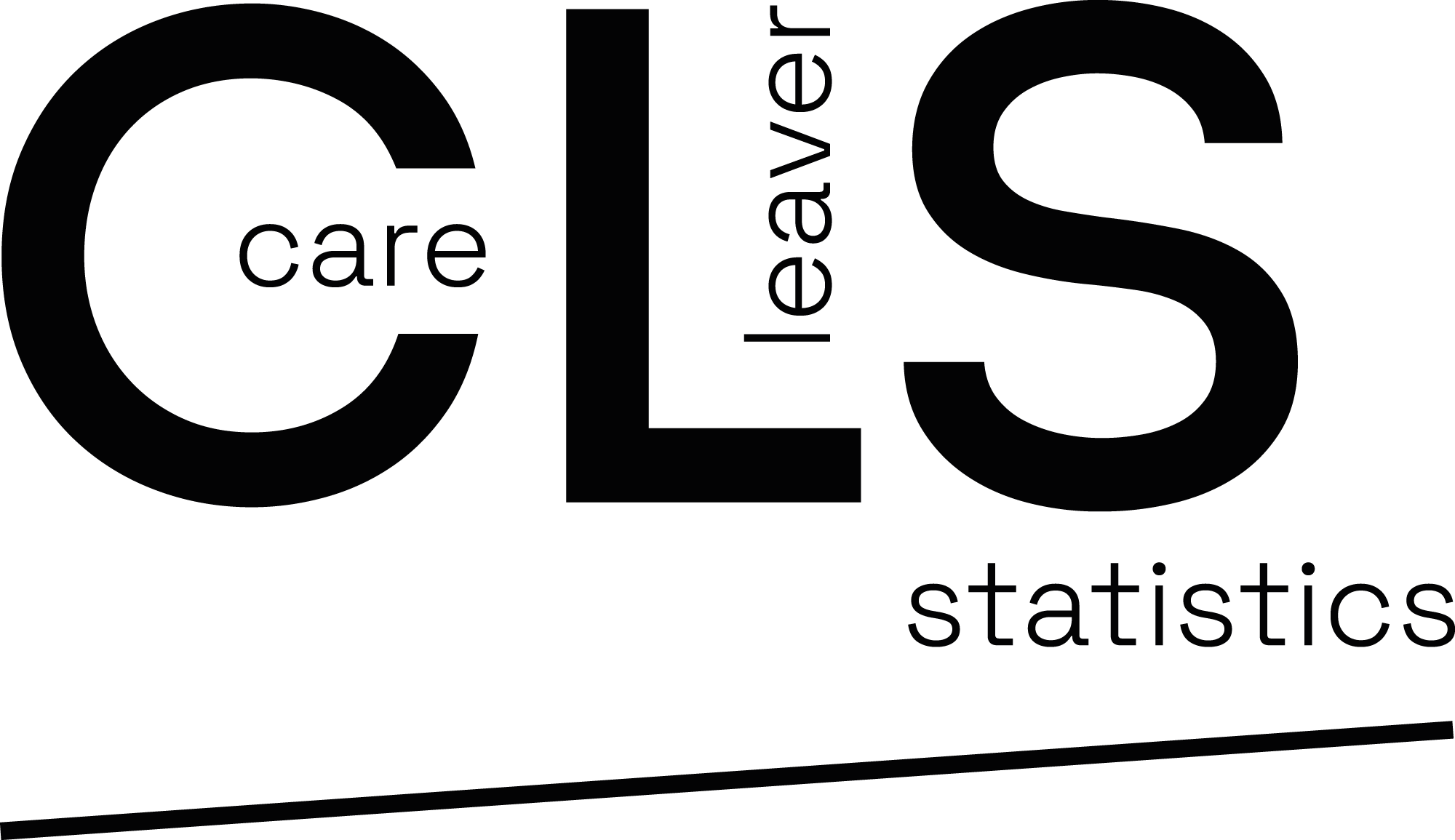
Logo CLS

Die Care Leaver Statistics Studie (Abkürzung: CLS-Studie) ist die erste bundesweite trägerübergreifende Langzeitstudie zur Teilhabe von „Care Leaver*innen“ in Deutschland. Care Leaver*innen seien Menschen, die eine Zeit in der stationären Kinder- und Jugendhilfe gelebt haben und diese verlassen. Die Studie untersucht über mehrere Jahre hinweg den Übergang der junger Menschen zwischen dem Leben in einer Pflegefamilie oder einer Wohngruppe sowie sonstigen betreuten Wohnformen und den weiteren Lebensabschnitten. Der Fokus der Studie liegt auf der Frage nach Lebensverläufen und Teilhabechancen von Care Leavern in der Gesellschaft. Die 1. Welle der Befragung junger Menschen konnte im Sommer 2023 mit 757 durchgeführten Interviews abgeschlossen werden. Die Befragungen der 2. Welle starten im Frühjahr 2024.

## Studienziele
Über die Lebenssituationen und die Lebenswege junger Menschen, die eine Zeit lang oder für längere Zeit in Wohngruppen oder Pflegefamilien aufwachsen bzw. aufgewachsen sind, ist wenig bekannt. „Deutlich wird, dass in Deutschland bisher kaum – und noch gar nicht im Längsschnitt in einer repräsentativen Form – analysiert wurde, wie die Lebenslage und der Lebensverlauf der jungen Menschen, die in Einrichtungen der stationären Erziehungshilfe und/oder Vollzeitpflege gelebt haben, nachhaltig und langfristig sich gestaltet…“ Als Langzeituntersuchung, die Aussagen über die Teilhabe junger Menschen nach Beendigung der Jugendhilfe macht, schließt die Studie eine wichtige Forschungslücke. Sie hat das Ziel, die Lebensverläufe junger Erwachsener, die sich im Übergang in ein Leben nach der Kinder- und Jugendhilfe befinden, nachzuzeichnen und entsprechende Daten dazu zu erheben und auszuwerten. Dies geschieht anhand unterschiedlicher Themen mit einem Fokus auf der Frage nach Teilhabe. Dem Begriff der Teilhabe liegt im Projekt eine weit gefasste Definition in Anlehnung an Bartelheimer zugrunde. Demnach lässt sich Teilhabe an den Chancen und Handlungsmöglichkeiten messen, eine individuell gewünschte und gesellschaftlich übliche Lebensweise umsetzen zu können. Das Ziel der Studie ist es zudem, die Situation dieser Jugendlichen und jungen Erwachsenen gesellschaftlich sichtbar(er) zu machen und Übergangsprozesse nach Beendigung der Kinder- und Jugendhilfe besser zu gestalten.

## Studiendesign
Im Zentrum der Studie stehen junge Menschen, die sich im Übergang aus der Wohngruppe oder Pflegefamilie ins Erwachsenenalter befinden. Angelegt als Langzeitstudie, werden über einen Zeitraum von sieben Jahren wiederholt bis zu 2.000 Jugendliche und junge Erwachsene mittels Fragebogen befragt. Die Studienteilnehmer sind junge Erwachsene, die im Zeitraum der Erstbefragung in der Regel in der Heimerziehung, einer anderen betreuten Wohnform oder bei einer Pflegefamilie leben und zwischen 16 und 19 Jahre alt sind. Die Frage nach der gesellschaftlichen Teilhabe von Care Leavern wird in verschiedenen Lebensbereichen untersucht. Dabei geht es um die Themen Freizeitgestaltung, soziale Beziehungen, Wohnen, Gesundheit, Schule, Ausbildung und Studium, Erwerbsarbeit und Beschäftigung, Mitbestimmung und Finanzen. Die Auswahl der Studienteilnehmer aus Einrichtungen und Wohngruppen erfolgt über ein mehrstufiges Zufallsprinzip. Im Bereich der Pflegekinderhilfe werden junge Menschen aus allen Pflegekinderdiensten in Deutschland kontaktiert. Die Studienteilnehmer entscheiden selbst über ihre Teilnahme und können diese jederzeit beenden. Die Ergebnisse der Befragung werden so veröffentlicht, dass die Anonymität der Studienteilnehmer gesichert ist.

## Projektverbund
Die CLS-Studie wird durchgeführt von einem Projektverbund bestehend aus der Universität Hildesheim (Institut für Sozial- und Organisationspädagogik), dem Deutschen Jugendinstitut (DJI), der Gesellschaft für innovative Sozialforschung und Sozialplanung (GISS) und der Internationalen Gesellschaft für erzieherische Hilfen (IGfH). Sie wird in einer ersten Förderphase zunächst bis Ende 2024 gefördert vom Bundesministerium für Familie, Senioren, Frauen und Jugend (BMFSFJ).

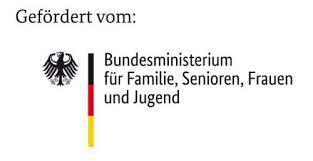
BMFSFJ Logo